# Condado de Johnson (Nebraska)
El condado de Johnson (en inglés: Johnson County), fundado en 1885 y con su nombre en honor al vicepresidente Richard M. Johnson, es un condado del estado estadounidense de Nebraska. En el año 2000 tenía una población de 4.488 habitantes con una densidad de población de 2 personas por km². La sede del condado es Tecumseh.

## Geografía
Según la oficina del censo el condado tiene una superficie total de 976 km² (376,8 mi²), de los que 974 km² (376,1 mi²) son tierra y 2 km² (0,8 mi²) (0,18%) son agua.

## Condados adyacentes
- Condado de Otoe - norte
- Condado de Nemaha - este
- Condado de Pawnee - sur
- Condado de Gage - oeste
- Condado de Lancaster - noroeste

## Demografía
Según el censo del 2000 la renta per cápita media de los habitantes del condado era de 32.460 dólares y el ingreso medio de una familia era de 41.000 dólares. En el año 2000 los hombres tenían unos ingresos anuales 26.282 dólares frente a los 20.799 dólares que percibían las mujeres. El ingreso por habitante era de 16.437 dólares y alrededor de un 8.90% de la población estaba bajo el umbral de pobreza nacional.

## Ciudades y pueblos
- Cook
- Crab Orchard
- Elk Creek
- Sterling
- Tecumseh